# Shigel·losi
La shigel·losi o és una malaltia infecciosa intestinal aguda ocasionada per un grup de bacteris Gram negatius anomenats shigel·la. Una de les principals causants de la shigel·losi és l'espècie Shigella dysenteriae, entre d'altres. Quan hi ha invasió de la mucosa, la shigel·losi és la forma habitual de disenteria bacil·lar.

## Origen
El principal mètode de transmissió és la via fecal-oral. És la via directa de transmissió.
La infecció es pot produir de manera indirecta a través d'aliments, aigua, objectes que estiguin contaminats amb excrecions de persones infectades o portadors asimptomàtics. Els portadors no ho solen ser-ho per gaire temps, és un estat transitori, no permanent.
Alguns insectes, com les mosques, poden fer de vector. Aquestes interactuen amb femtes infectades amb Shigel·la i després es depositen sobre aliments aptes pel consum, infectant-los. Aquests quan són ingerits, poden causar la malaltia.
També és considerada una malaltia de transmissió sexual en transmetre's per contacte amb la femta de la persona infectada, si es realitza un contacte sexual de manera oral-anal. L'ésser humà és l'únic reservori de Shigel·la.

## Epidemiologia
Segons un estudi de la universitat d'Oxford, la shigel·losi afecta més a nens d'entre les edats de 1 i 9 anys. En les edats a partir de 10 anys la incidència baixa i en l'edat adulta és mínima. En la vellesa la incidència es veu augmentada però no arriba a superar l'afectació en nens.
L'afectació segons el sexe no te rellevància significativa. Afecta tant a homes com dones per igual essent lleugerament més alta en homes. La seva afectació no depèn del sexe de l'individu.
Durant el 2012, aquesta patologia causà 1.1 milions de morts a l'any en tot el món, en el 61% en nens menors de 5 anys, sobretot en països subdesenvolupats. Aquesta malaltia afecta a 164.7 milions de persones dels quals 163.2 milions són de països en vies de desenvolupament. El 1.5 milions restant són de països industrialitzats.
La malaltia de la shigel·losi és la causant d'entre el 5 i el 10% dels casos amb quadres clínics de diarrea totals al món.

## Etiologia
La shigel·losi està produïda per bàsicament 4 serogrups de Shigella spp. Cada un d'ells es divideix en diferents serotips.
- A o Shigella dysenteriae (12 serotips)
- B o Shigella flexneri (6 serotips)
- C o Shigella boydii (18 serotips)
- D o Shigella sonnei (1 serotip)

El serogrup més aïllat causant de la shigel·losi en països desenvolupats és la S. sonnei mentre que la resta es detecten en una minoria de casos. L'espècie més virulenta és S. dysenteriae.
Shigel·la spp. és un gènere de microorganismes que són relativament resistents als àcids gàstrics de l'estómac. És necessaria molt poca càrrega bacteriana d'entre 10 i 100 cèl·lules per produir la malaltia.

## Diagnòstic
El diagnòstic clínic de la malaltia comença amb l'exploració mèdica, tenint en compte signes i símptomes. Es poden fer proves com una observació amb rectoscopi per veure la presència d'úlceres intestinals. Proves hematològiques per veure la hemoconcentració. Proves sanguínies amb un gasòmetre per mirar l'acidosi metabòlica provocada per les diarrees.
Les proves del laboratori de microbiologia realitzades per identificar Shigel·la spp. són les següents, per identificar cada un dels serogrups i serotips específics es fan proves addicionals.
- Observació al microscopi de femtes i tincions. No es fa la tinció de gram ja que no és de valor diagnòstic.[5] No es poden diferenciar Shigel·la spp. de la resta de bacteris gramnegatius de la microbiota intestinal. Es fan tincions de blau de metilè o de Wright per veure leucòcits en femtes.
- Sembra en cultius microbiològics selectius pel microorganisme, com el medi agar Sallmonella-shigella (SS).
- Proves identificatives bioquímiques en cultius de identificació i proves de metabolisme.
- Es fa un posterior test de sensibilitat als antibiòtics per tractar específicament la malaltia de cada pacient.

## Símptomes
La majoria de les persones infectades amb shigel·la presenten: diarrea, febre i dolor abdominal agut o (còlics), tenesme (dolor rectal amb còlic), vòmits i nàusees un dia o dos després d'infectar-se. La diarrea és a quasi sempre mucosanguinolenta i inodora. La característica que fa sospitar més en àmbit clínic és una diarrea aquosa, però és indistingible de la resta de malalties gastrointestinals provocades per bacteris, virus o protozous.
El període d'incubació és de 1 a 4 dies després de la infecció.
Shigel·la spp penetra dins la mucosa del colon, on produeixen un seguit de signes i símptomes com secreció de moc, hiperèmia, edema, infiltració limfocítica i úlceres de la mucosa superficial que seran les que provocaran l'excreció sanguinolenta de les femtes. De vegades, es pot produir el síndrome urèmic hemolític si el serotip és més virulent. Si la malaltia es complica, en nens i adults immune deprimits o dèbils sobretot, es poden produir deshidratacions i pèrdua d'electròlits que pot causar la mort del pacient.

## Tractament
La malaltia juntament amb el quadre clínic que presenta es sol resoldre espontàniament entre 4 i 8 dies, en casos lleus, i entre 3 i 6 setmanes en casos greus. Normalment el tractament és simptomàtic, és a dir, es tracten els signes i símptomes del pacient ja que aquesta remet gràcies al sistema immunitari del pacient.
La deshidratació provocada per vòmits i diarrea es tracten amb aportació de líquids per via oral o intravenosa en pacients que ho requereixin. No es Els Antidiarreics no es subministren ja que el seu ús pot prolongar la malaltia.
Per pacients de risc, nens, persones grans, pacients immune deprimits o amb quadres clínics moderats o greus es fa ús de antibiòtics. Les dosis són diferents segons l'edat de la persona. S'utilitzen els següents antibiòtics:
- Fluoroquinolones
- Azitromicina
- Ceftriaxona

S'han descrit algunes soques resistents a amoxicil·lina, Trimetoprim i tetraciclines, per tant, abans de donar aquests medicaments, s'ha de consultar els resultats de laboratori, l'antibiograma. Es recomana l'ús de probiòtics juntament amb el tractament específic.

## Prevenció
Una infecció causada per Shigel·la confereix immunitat específica contra una de les espècie concreta i és més difícil que hi hagi reinfecció durant anys. Tot i això un individu es pot tornar a infectar d'una espècie diferent causant de la shigel·losi.
Per una bona prevenció cal una bona higiene dels aliments i les mans dels manipuladors d'aliments. Una correcte eliminació de les deposicions humanes i evitar entrar en contacte amb elles, sobretot en àmbits hospitalaris. En l'àmbit clínic proporcionar l'aïllament del pacient correcte.
S'està treballant en una vacuna oral amb bacils atenuats però encara ara, al 2020, no hi ha vacunació que hagin superat els assajos clínics.